# James Boyle

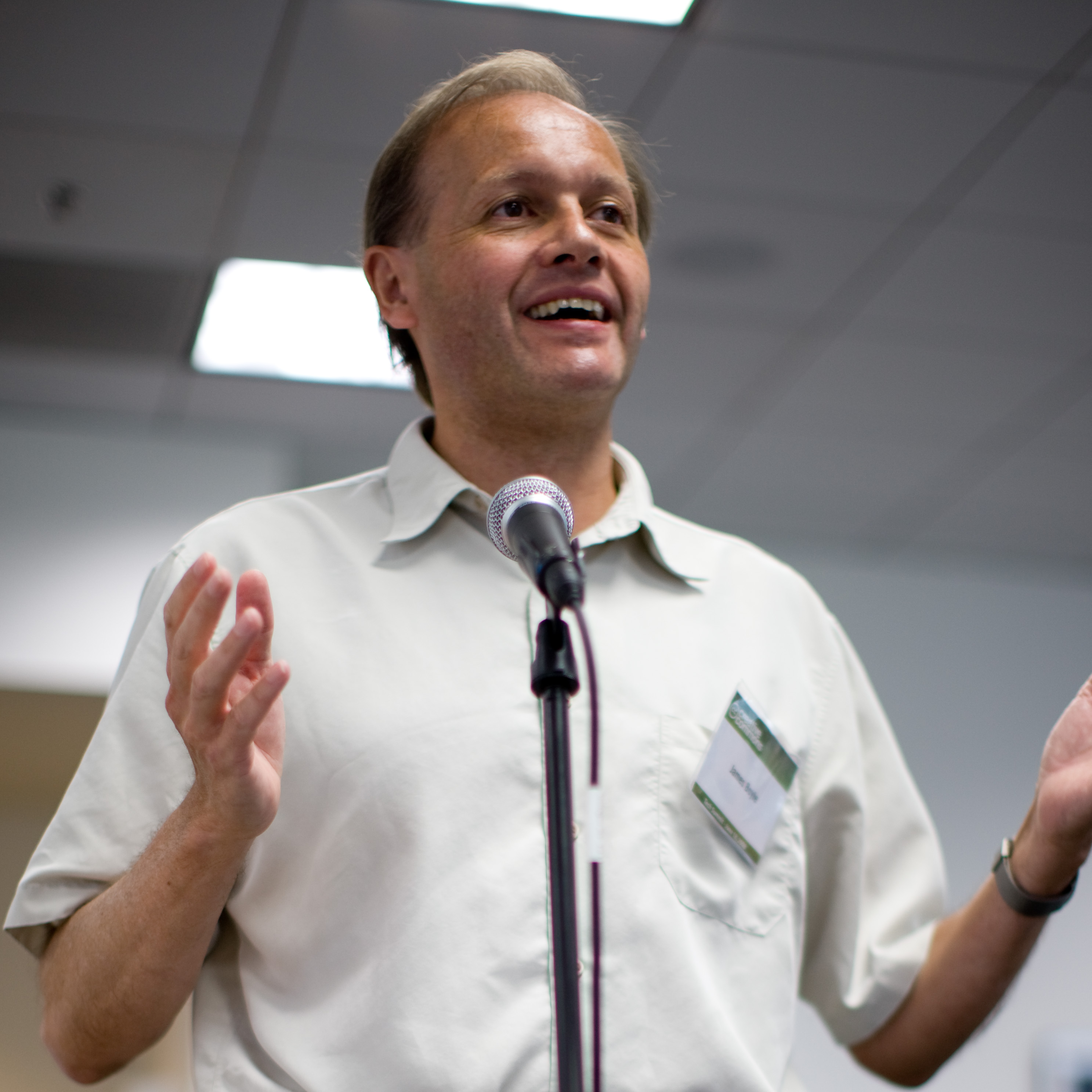
James Boyle

James D. A. Boyle (* 1959) ist ein US-amerikanischer Rechtswissenschaftler und Ökonom. Er ist Professor für Rechtswissenschaft an der Duke University und Mitbegründer der Creative Commons. Seine Tätigkeitsschwerpunkte sind Geistiges Eigentum, Internetrecht und Rechtstheorie.

## Leben
Der aus Schottland stammende James Boyle machte an der Glasgow University 1980 seinen L.L.B., anschließend machte er 1986 an der Harvard Law School 1986 den Doctor of Juridical Sciences (S.J.D.). Juli 2000 wurde er an die Duke University School of Law berufen. Er hatte Lehraufträge an der American University, Yale, Harvard, sowie der University of Pennsylvania Law School.
Er ist eins der Gründungsmitglieder und ehemaliger Vorsitzender der Creative Commons. Er ist auch Mitbegründer anderer Initiativen aus dem Bereich der Wissensallmende wie Science Commons und ccLearn und sitzt im wissenschaftlichen Beirat der Nichtregierungsorganisation Public Knowledge. Boyle war einer von sechs Experten, die den Hargreaves Report zur Anpassung des britischen Urheberrechts an das digitale Zeitalter schrieben.

## Werk
Boyle gilt als „Pate der Free Culture Bewegung“. Er arbeitet vor allem in den Bereichen Geistiges Eigentum, Deliktsrecht, Rechtstheorie, Recht und Literatur, sowie Internet- und Technikrecht. Mitte der 1990er erschien sein Buch Shamans, Software, and Spleens. Law and the Construction of the Information Society (Cambridge, Mass.: Harvard University Press, 1996). In diesem Buch vertritt Boyle, dass die romantische Vorstellung des Autors als eines einzelnen Individuums, das etwas „Originelles“ schöpft, das Recht des geistigen Eigentums durchdringt. Im Zeitalter Wissensgesellschaft sei es nach Boyle zunehmend fraglich, das „Eigentum“ an geistiger Produktion auf die Grundlage einer solchen romantischen Autorschaft zu stellen. Nach Auffassung von Lawrence Lessig half sein Buch bereits zu einer Zeit die Debatte über Urheberrecht zu strukturieren, zu der erst wenige Wissenschaftler ihre Bedeutung erkannt hatten. Boyle hat die Untersuchungen zu diesem Thema in The Public Domain: Enclosing the Commons of the Mind (Yale University Press 2008) fortgesetzt.
In The Public Doman beschäftigt sich Boyle mit dem sich ausbreitenden Zugriff des Urheberrechts auf die Welt. In einer eklektischen Auswahl von Benjamin Franklin bis Jamie Foxx skizziert er die Entwicklung des sich stetig ausweitenden Rechts geistigen Eigentums, das sowohl bestimmt welche Musik wir hören, als auch, was wir essen. Dabei befürchtet er, dass Kultur und gemeinsames Wissen zunehmend eingezäunt und privatisiert werden, und so der Allgemeinheit verloren gehen. Nach Boyle gehen diese Entwicklungen voran, obwohl die amerikanische Verfassung eigentlich ein anderes und deutlich offeneres Modell des Rechtsschutzes für Autoren und Erfinder vorsieht. In den Schlusskapiteln schildert Boyle die gesellschaftliche Bewegung gegen eine solche Ausweitung der Eigentumsrechte, und das Eintreten für eine große öffentliche Sphäre. Dabei bezieht er sich unter anderem auf Werke, die unter Creative-Commons-Lizenzen veröffentlicht werden oder auf die Wikipedia.
Neben seinen wissenschaftlichen Veröffentlichungen hat Boyle mit The Shakespeare Chronicles einen historischen Kriminalroman vorgelegt. Er veröffentlichte diesen 2006 unter einer Creative-Commons-Lizenz.

## Publikationen (Auswahl)
- Shamans, Software and Spleens: Law and Construction of the Information Society, Harvard University Press 1997, ISBN 978-0-674-80522-4
- The Public Domain (ed), Winter/Frühling 2003, Law and Contemporary Problems (Bd. 66), Duke University School of Law
  - The Second Enclosure Movement and the Construction of the Public Domain (PDF-Datei; 313 kB)
- Tales from the Public Domain: Bound by Law?, Duke University Center for the Study of the Public Domain 2006, ISBN 978-0-9741553-1-9
- Cultural Environmentalism @ 10 (ed, with Lawrence Lessig), Frühling 2007, Law and Contemporary Problems (Bd. 70), Duke University School of Law
  - Cultural Environmentalism and Beyond
- The Shakespeare Chronicles: A Novel, Lulu Press 2006, ISBN 978-1-4303-0768-6
- Public Domain: Enclosing the Commons of the Mind, Yale University Press 2008, ISBN 978-0-300-13740-8